# Rainbow, Liseberg
Rainbow var en åkattraktion på Liseberg som byggdes år 1983. Den togs bort från parken år 2008, efter att en olycka inträffat med attraktionen. Även på Borgbacken i Finland togs denna attraktion bort på grund av säkerhetsrisk och eventuellt fabrikationsfel.
Attraktionen var tillverkad av Huss Maschinenfabrik i Tyskland.

## Beskrivning
Rainbow bestod av en sittplattform, som med hjälp av en hävarm roterade i en cirkel. I vissa partier längs cirkelvarvet kunde en tyngdlös känsla uppträda. Bakom sittplattformen fanns en regnbågsdekor, därav namnet. I mitten av hävarmen fanns en figur föreställandes en sol. Under ett par år var solen ersatt med ett lisebergskaninhuvud.

## Olyckan i juli 2008
Klockan 17.32 den 15 juli 2008 inträffade en olycka med Rainbow då sittplattformen kraschade mot marken. Av de 36 personer som befann sig i attraktionen uppgavs 6-7 personer som allvarligt skadade och 20 som lätt skadade. 
Samtliga inblandade (förutom 3 personer) togs till olika sjukhus i regionen. De flesta var enbart lätt skadade eller i chock. Bland de fysiska skadorna dominerade fall- och klämskador men också enstaka bäckenfrakturer.
Rainbow hade varit olycksfri fram till olyckan. Statens haverikommission valde att inte utreda vad olyckan berodde på. Liseberg bedömde efter olyckan att Rainbow skadats så mycket att den skulle tas ur drift permanent.
Orsaken till olyckan var ett brott i en svetsfog på den axel som håller plattformen horisontell. Enligt tillverkaren Huss Maschinenfabrik skulle den inspekteras efter 5 000 timmars drift. Rainbow var bara uppe i 3 500 timmar då olyckan skedde. Axeln var en del av en sluten enhet som Liseberg själva inte skulle, eller hade möjlighet att kontrollera. Den kontrollen kunde endast ske av tillverkaren. Efter olyckan stoppade tillverkaren driften av samtliga 40 attraktioner i världen av den här typen . Undersökningar visade att tillverkaren hade slarvat när delar bytts ut, vilket också var en av anledningarna till att Liseberg i april 2009 stämde tillverkaren.

## Galleri

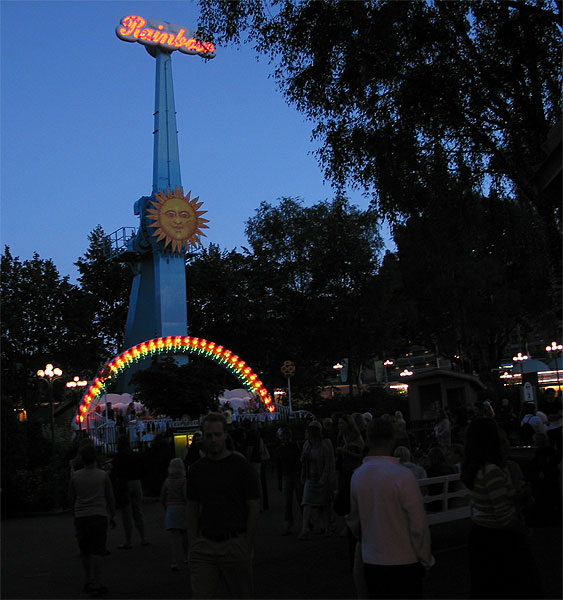
Rainbow den 23 augusti 2002.
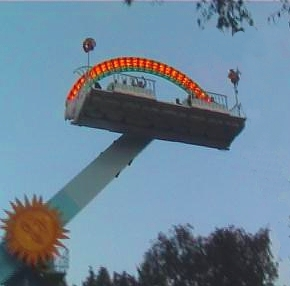
Rainbow i juli 2003.
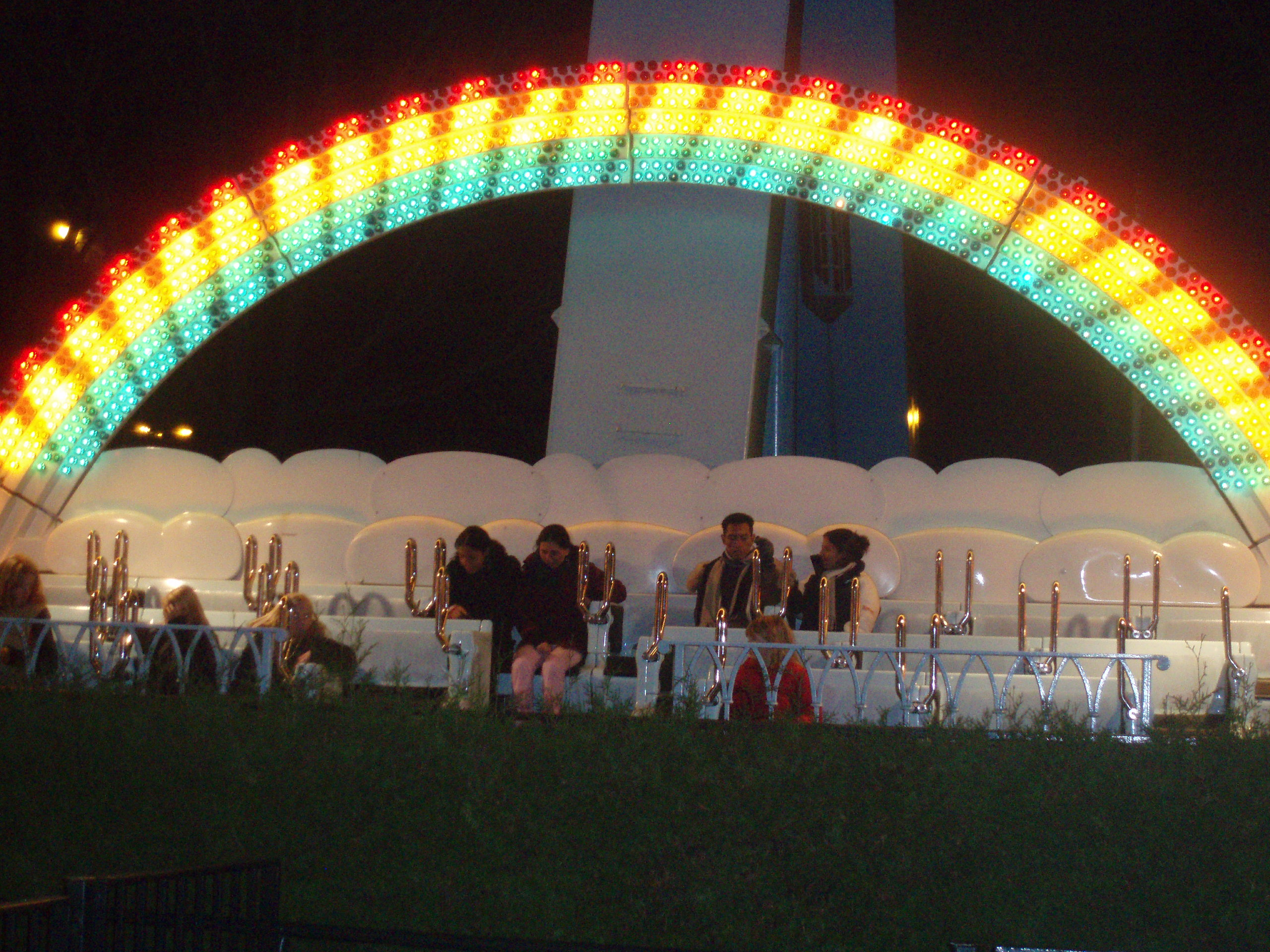
Rainbow den 26 november 2006.
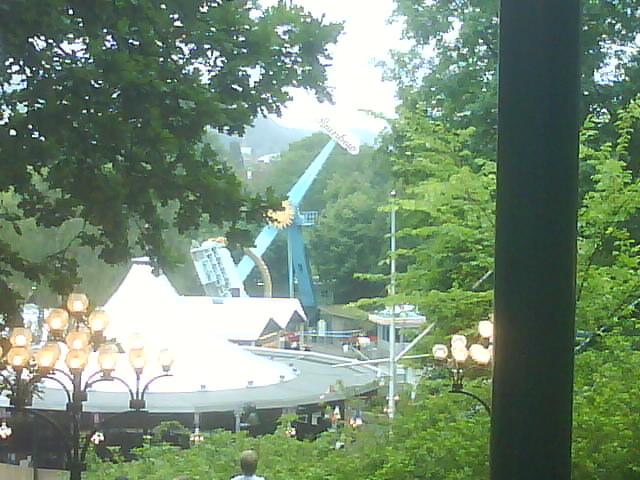
Rainbow efter olyckan den 15 juli 2008.